# Nebeský rovník

Nebeský rovník je vůči rovině ekliptiky skloněný o ~23.5°

Nebeský rovník anebo světový rovník je kružnice na nebeské sféře, která je průmětem zemského rovníku. Jeho sklon vůči rovině ekliptiky je okolo 23,5°. Nebeské objekty v blízkosti nebeského rovníku jsou viditelné téměř na celém světě, ale kulminují v zenitu jen v tropických oblastech.
Nebeský rovník je též základní rovina pro rovníkové souřadnice prvního i druhého druhu. Při souřadnicích 2. druhu je začátkem souřadnicové soustavy jarní bod - průsečík světového rovníku a ekliptiky. Druhý průsečík světového rovníku a ekliptiky se nazývá podzimní bod a nachází se v souhvězdí Panny.
Nebeský rovník prochází všemi následujícími souhvězdími:
- Souhvězdí Ryb
- Souhvězdí Velryby
- Souhvězdí Býka
- Souhvězdí Eridanu
- Souhvězdí Orionu
- Souhvězdí Jednorožce
- Souhvězdí Malého psa
- Souhvězdí Hydry
- Souhvězdí Sextantu
- Souhvězdí Lva
- Souhvězdí Panny
- Souhvězdí Hada
- Souhvězdí Hadonoše
- Souhvězdí Orla
- Souhvězdí Vodnáře